# Sankt-Petri-Kirche (Sankt Petersburg)

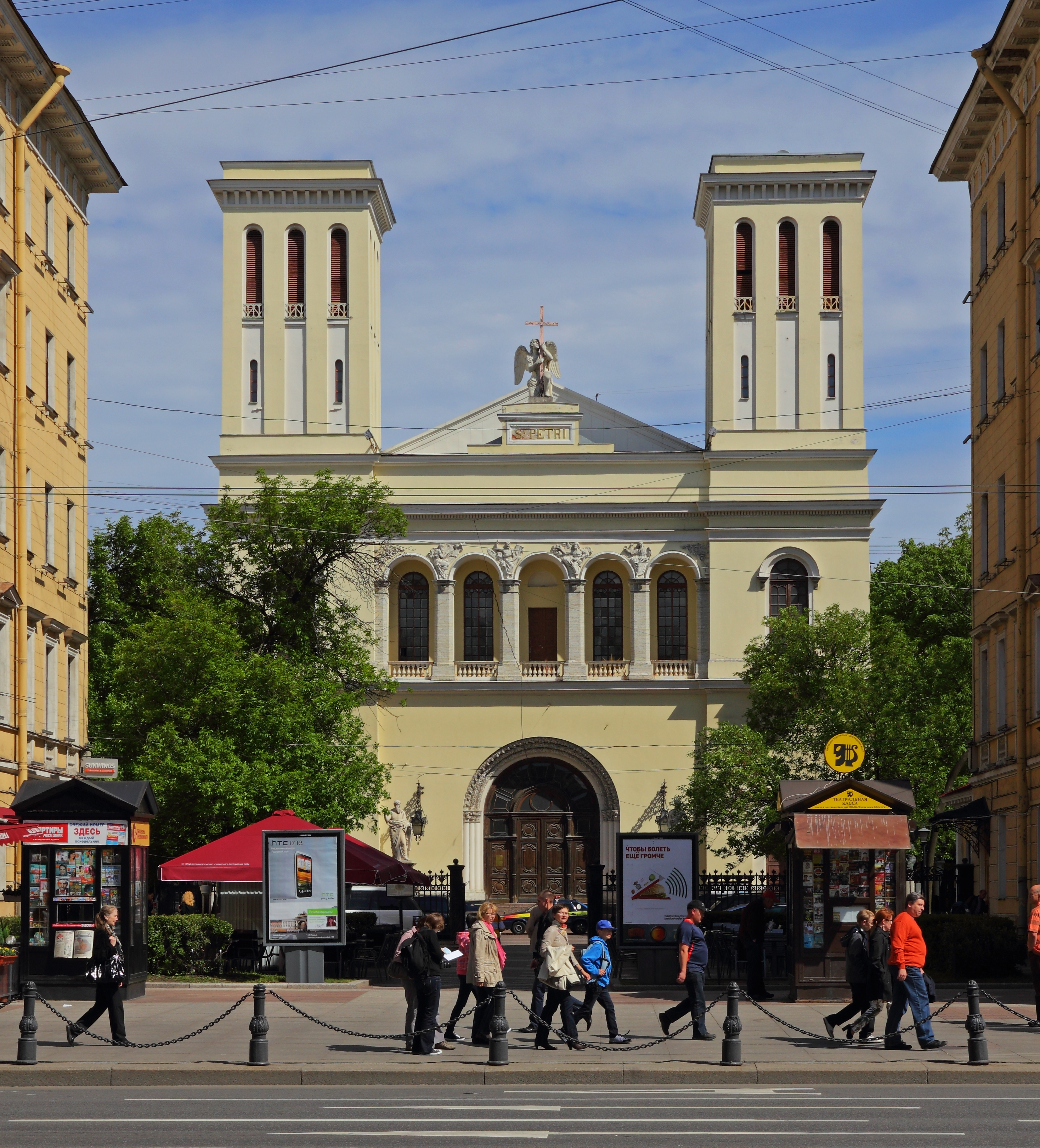
St.-Petri-Kirche (2012)

Die St.-Petri-Kirche in Sankt Petersburg ist die größte lutherische Kirche Russlands und wurde im Stil einer klassizistischen Basilika in der ersten Hälfte des 19. Jahrhunderts erbaut.
Sie ist heute Bischofskirche der Evangelisch-Lutherischen Kirche in Russland, der Ukraine, in Kasachstan und Mittelasien und die Kirche der deutschen evangelisch-lutherischen St.-Annen- und St.-Petrigemeinde.

## Geographische Lage
Die St.-Petri-Kirche steht in zentraler Lage am Newski-Prospekt (Nr. 22–24) in Sankt Petersburg.

## Geschichte

### Vorgängerkirchen
Die erste lutherische Kirche – eine kleine Holzkirche mit Turm und Glocke – in Sankt Petersburg wurde im Jahr 1704 auf der Peter-und-Paul-Festung als Gotteshaus für die in der Festung dienenden ausländischen Militärs evangelischen Glaubens gebaut.
Neben dieser Gruppe evangelischer Christen bildete sich eine weitere Gruppe am anderen, dem linken Newa-Ufer im Haus der russischen Flotte. Zu ihr gehörten Angehörige verschiedener Nationalitäten, unter denen die lutherischen Deutschen die größte Gruppe bildeten. Sie erhielten im Jahre 1710 vom Vize-Admiral, dem Niederländer Cornelis Cruys (1655–1727) als Geschenk eine Kapelle in seinem Hof – etwa dort, wo sich jetzt die Eremitage befindet.

### Ehemalige Peter-und-Paulskirche
Durch Erlass vom 27. Dezember 1727 schenkte Zar Peter II. dann der immer größer werdenden Gemeinde ein Grundstück an der „Newskaja Perschpektiva“, dem heutigen Newski-Prospekt. Hier sollten eine Kirche, eine Kirchenschule und ein Pastorat errichtet werden. Die Baupläne erarbeitete der Patron der Gemeinde, Graf Burkhard Christoph von Münnich (1683–1767). Am 29. Juni 1728, dem Gedenktag der Apostel Petrus und Paulus, wurde der Grundstein zu der Kirche gelegt, die am 14. Juni 1730 als Peter-und-Paulskirche eingeweiht wurde. Zu Anfang des 19. Jahrhunderts war die Zahl der Gemeindeglieder stark angestiegen, während allerdings die Kirche immer baufälliger und für die Gemeinde zu klein wurde. Im Jahre 1833 ließ man sie abreißen.

### Heutige St.-Petri-Kirche

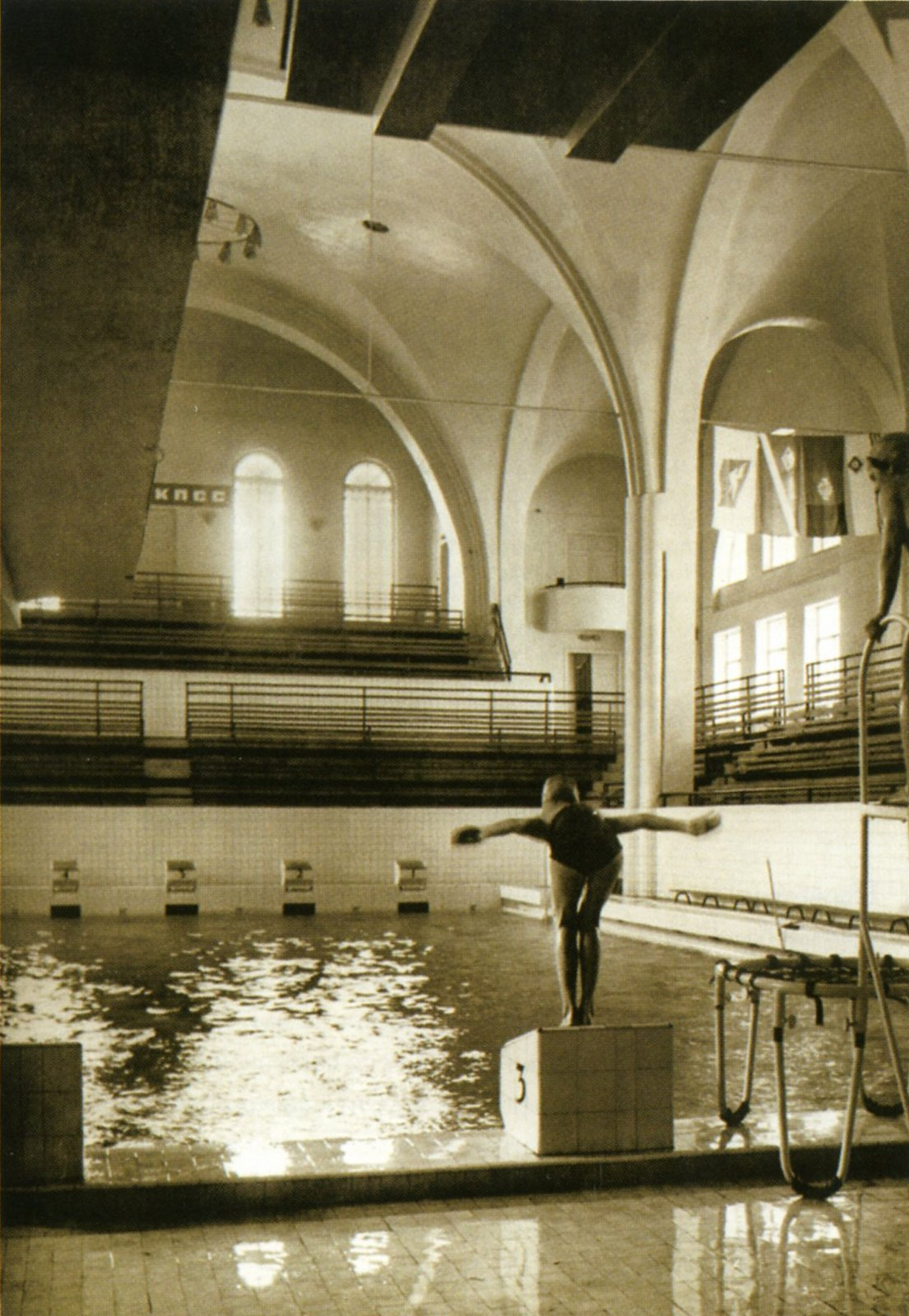
Sankt-Petri-Kirche zu Sowjetzeiten als Schwimmbad

Der Abriss erfolgte nicht ohne vorher schon einen Plan für den Neubau gehabt zu haben: Im Mai 1833 wurde auf einer Sitzung des Kirchenrates der Entwurf von Alexander Brjullow zum Bau der heutigen St.-Petri-Kirche angenommen. Bereits am 21. August 1833 wurde der Grundstein gelegt. Nach fünfjähriger Bauzeit konnte das neue Gotteshaus am Reformationstag, dem 31. Oktober 1838, eingeweiht werden. Der Neubau entstand unter der Aufsicht von Georg Ruprecht Zollikofer.
1917, im Jahr der bolschewistischen Oktoberrevolution, wurde die Kirche verstaatlicht. Konnten anfangs in ihr noch Gottesdienste stattfinden, wurde sie unter Stalin vollends gesperrt: Ausgerechnet am Heiligen Abend des Jahres 1937, so dass keine Christabendgottesdienste mehr gehalten werden konnten. Die Innenausstattung wurde beschlagnahmt und gestohlen.
In der Folgezeit stand die Kirche leer bzw. wurde zweckentfremdet genutzt. In den 1940er und 1950er Jahren waren in dem Gotteshaus verschiedene Lager untergebracht. Dann baute man die Kirche in der Chruschtschow-Zeit zu einem Schwimmbad um, das 1962 eröffnet wurde.
Es dauerte 30 Jahre, bis ein Neuanfang möglich wurde: Am Reformationstag 1992 konnte die Petrikirche wiedereröffnet und im Juni 1993 der neugebildeten Evangelisch-Lutherischen Kirche in Russland, der Ukraine, in Kasachstan und Mittelasien (ELKRAS) übergeben werden. Eine umfangreiche Sanierung war notwendig, bis sie schließlich am 16. September 1997 durch Bischof Georg Kretschmar wieder geweiht wurde.

## Baubeschreibung

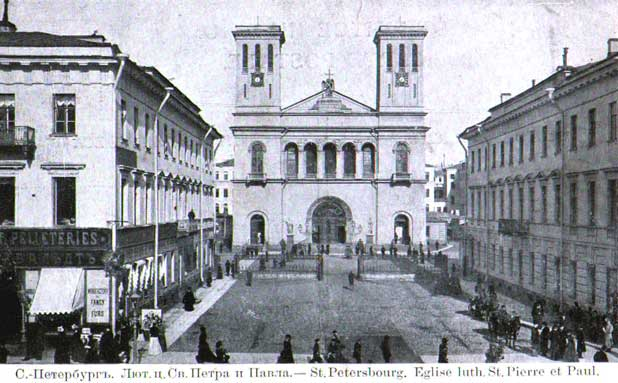
St.-Petri-Kirche im Jahr 1900

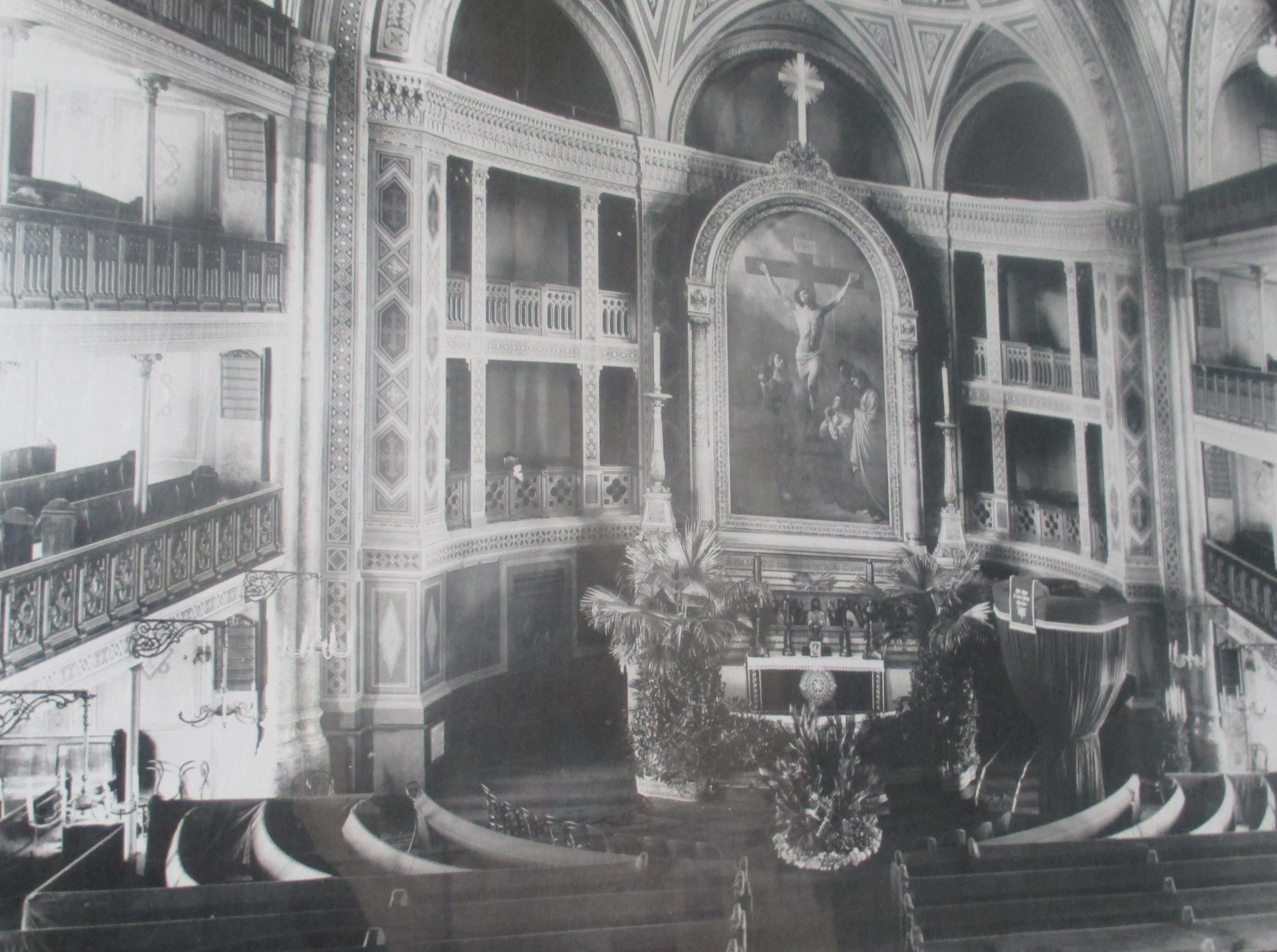
Innenraum im Jahr 1900

Die am 31. Oktober 1838 eingeweihte St.-Petri-Kirche ist bis heute erhalten. Sie wurde nach den Plänen von Alexander Brjullow erbaut und vereinigt harmonisch das Schema einer romanischen Basilika mit der Formensprache des russischen Klassizismus. Mit damals 3000 Plätzen war und mit ihren 700 Plätzen ist sie heute die größte evangelische Kirche Russlands.
Bei dem Gotteshaus handelt es sich um einen eleganten, weißverputzten Bau, der zwar von der Straße Newski-Prospekt zurückgesetzt steht, aber dank seiner Größe und der beiden Türme sofort ins Auge fällt.
Unter den vielen Kunstschätzen, die das Gotteshaus schmückten, waren zwei Altarbilder besonders wertvoll: Das Gemälde von Hans Holbein dem Jüngeren (1497–1543) „Jesus mit dem ungläubigen Thomas und seinen Jüngern“, das der Gemeinde von dem Hofmaler Johann Friedrich Grooth geschenkt worden war, und das große Gemälde „Jesus am Kreuz“ des berühmten russischen Malers Karl Brüllow (1799–1852).
In den Jahren 1895 bis 1897 erfuhr der Innenraum der Kirche unter der Leitung des Architekten Maximilian Messmacher eine grundlegende Restaurierung.
Nach Rückgabe der inzwischen zweckentfremdet und sogar als Schwimmhalle genutzten Kirche im Jahr 1993 musste das Gebäude einer umfangreichen Renovierung unterzogen werden. Das Schwimmbecken allerdings gibt es immer noch: Statiker stellten fest, dass der Abriss des Betonbeckens die Stabilität des gesamten Baus gefährden würde. Deshalb wurde das Becken nur mit einem neuen Boden abgedeckt. Darauf stehen nun Bänke und der Altar. Der Kirchenraum ist etwa acht Meter niedriger als früher.
Unter dem Platz, wo ehemals der Sprungturm stand, befindet sich der Chorraum der Kirche. Hier ist ein kleiner Andachtsraum entstanden, der von dem russlanddeutschen Maler Adam Schmidt ausgestaltet wurde. Er selbst hat die dort dargestellten Szenen miterlebt und berichtet so auf authentische Weise zum Beispiel vom Lager Workuta in Sibirien. Der Andachtsraum soll das Zentrum einer Gedenkstätte werden.
Über dem Altar hängt seit dem 1. Advent 2006 das Gemälde „Jesus am Kreuz“ von Karl Brüllow, das auch schon vor 1917 hier hing. Es handelt sich allerdings nur um eine Kopie, die Sergej Griwa gemalt hat. Das Original befindet sich seit der Entweihung der Kirche im Russischen Museum und ist dort zu besichtigen.

### Fenster
Die Kirche war bis 1938 mit Buntglasfenstern geschmückt. Diese galten als verloren, bis 2019 bekannt wurde, dass etliche im Depot der Eremitage, wenn auch teilweise mit Beschädigungen, erhalten geblieben sind. Dazu zählen
- Hl. Petrus und Hl. Johannes und Hl. Markus und Hl. Paulus (1864), nach Dürers Die vier Apostel von Stephan Kellner, Nürnberg
- Jesus auf dem Ölberg und Moses in der Wüste mit der Schlange (1866) von Stephan Kellner, Nürnberg
- Heilige Familie mit anbetendem Hirten (1871), W. Martin, Königliches Institut für Glasmalerei, Berlin
- Gehet hin und machet zu Jüngern alle Völker (1866), unbekannter Künstler, gestiftet won Wilhelm Poehl, dem Vater von Alexander Wassiljewitsch Poehl

## Orgel

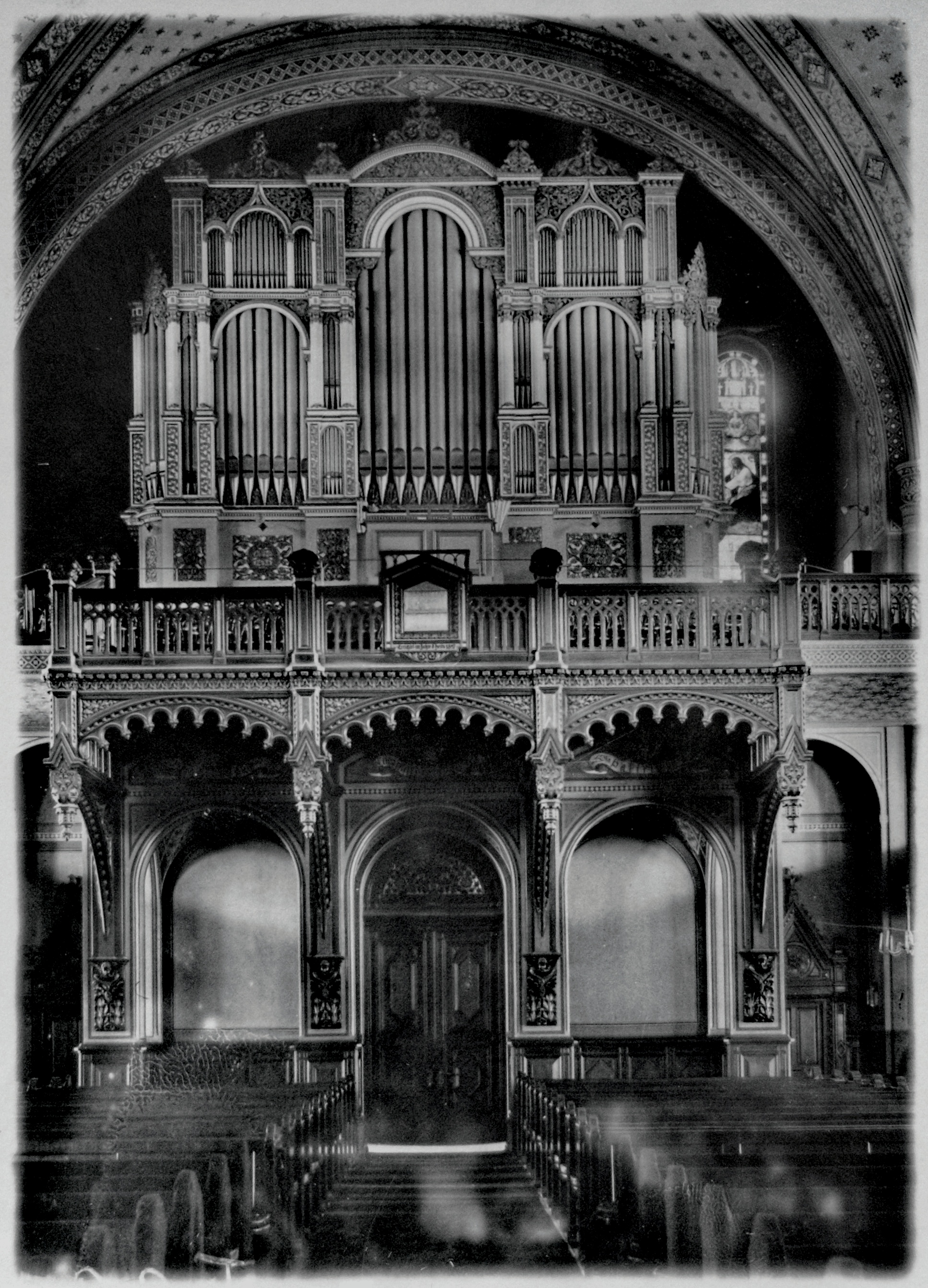
Prospekt der Walcker-Orgel von 1840

Die Kirche erhielt im Jahre 1840 eine Walcker-Orgel mit drei Manualen, Pedal und 63 Registern. Über den beschwerlichen Transport des Schleifladen-Instruments nach St. Petersburg auf dem Wasserweg und seinen Einbau in die Petrikirche liegt ein zeitgenössischer Reisebericht vor. Die Orgel hatte eine doppelte Pedalklaviatur, was eine ausgesprochene Rarität darstellte. Auf diesem Instrument erhielt Peter Tschaikowsky durch den damaligen Organisten Heinrich Stiehl Orgelunterricht. 100 Jahre später wurde die Orgel im Jahr 1940 in den neu erbauten Tschaikowsky-Konzertsaal in Moskau versetzt. Wegen der schweren Schäden, die sie beim Transport erlitten hatte, wurde sie dort im Jahr 1959 durch ein neues Instrument ersetzt. Die Disposition der Orgel lautete:
| I. Manual C–f3 |                     |        |
| 1.             | Manual-Untersatz    | 32′    |
| 2.             | Principal           | 16′    |
| 3.             | Viola di Gamba      | 16′    |
| 4.             | Tibia major         | 16′    |
| 5.             | Oktav               | 8′     |
| 6.             | Gemshorn            | 8′     |
| 7.             | Viola di Gamba      | 8′     |
| 8.             | Octav               | 4′     |
| 9.             | Flöte               | 4′     |
| 10.            | Fugara              | 4′     |
| 11.            | Hohlpfeife          | 4′     |
| 12.            | Terz                | 3 1⁄5′ |
| 13.            | Quint               | 2 ⁄3′  |
| 14.            | Waldflöte           | 2′     |
| 15.            | Cornett V           | 5 1⁄3′ |
| 16.            | Mixtur V            | 2′     |
| 17.            | Scharff III         | 1′     |
| 18.            | Tuba                | 16′    |
| 19.            | Trompete Bass/Disk. | 8′     |
| 20.            | Corno               | 4′     |
|                | Tremulant           |        |

| II. Manual C–f3 |                            |       |
| 21.             | Gedekt                     | 16′   |
| 22.             | Principal                  | 8′    |
| 23.             | Flûte douce                | 8′    |
| 24.             | Viola d’amour              | 8′    |
| 25.             | Dolce                      | 8′    |
| 26.             | Gedekt                     | 8′    |
| 27.             | Octav                      | 4′    |
| 28.             | Flûte travers              | 4′    |
| 29.             | Rohrflöte                  | 4′    |
| 30.             | Quint                      | 2 ⁄3′ |
| 31.             | Octav                      | 2′    |
| 32.             | Mixtur V                   |       |
| 33.             | Fagott Bass/Clarinet Disk. | 8′    |
| 34.             | Posaune                    | 8′    |

| III. Manual im Kasten C–f3 |               |       |
| 35.                        | Quintatoen    | 16′   |
| 36.                        | Principal     | 8′    |
| 37.                        | Salicional    | 8′    |
| 38.                        | Bifra         | 8′    |
| 39.                        | Harmonica     | 8′    |
| 40.                        | Gedekt        | 8′    |
| 41.                        | Spitzflöte    | 4′    |
| 42.                        | Flöte         | 4′    |
| 43.                        | Dolce         | 4′    |
| 44.                        | Nasard        | 2 ⁄3′ |
| 45.                        | Flautino      | 2′    |
| 46.                        | Physharmonica | 8′    |

| Pedal C–d1 |               |         |
|            | I. Pedal      |         |
| 47.        | Subbaß        | 32′     |
| 48.        | Prinzipalbaß  | 16′     |
| 49.        | Violonbaß     | 16′     |
| 50.        | Quint         | 10 2⁄3′ |
| 51.        | Octavbaß      | 8′      |
| 52.        | Hohlflötenbaß | 8′      |
| 53.        | Quint         | 5 1⁄3′  |
| 54.        | Octav         | 4′      |
| 55.        | Posaune       | 16′     |
| 56.        | Trompete      | 8′      |
| 57.        | Clarine       | 4′      |
| 58.        | Cornettino    | 2′      |
|            | II. Pedal     |         |
| 59.        | Gedekt        | 16′     |
| 60.        | Violoncell    | 8′      |
| 61.        | Flöte         | 4′      |
| 62.        | Flautino      | 2′      |
| 63.        | Fagott        | 16′     |

- Koppeln: I/P, II/P, II/I, III/I, III/II
- Spielhilfen: Collectivpedal für p, mf, f, ff, Tutti; Tritt für Piano- und Forte-Pedal, Schwelltritt für das III. Manual, Schwelltritt für Physharmonica 8′, Crescendo und Decrescendo
- Traktur: vollmechanisch, Schleifladen

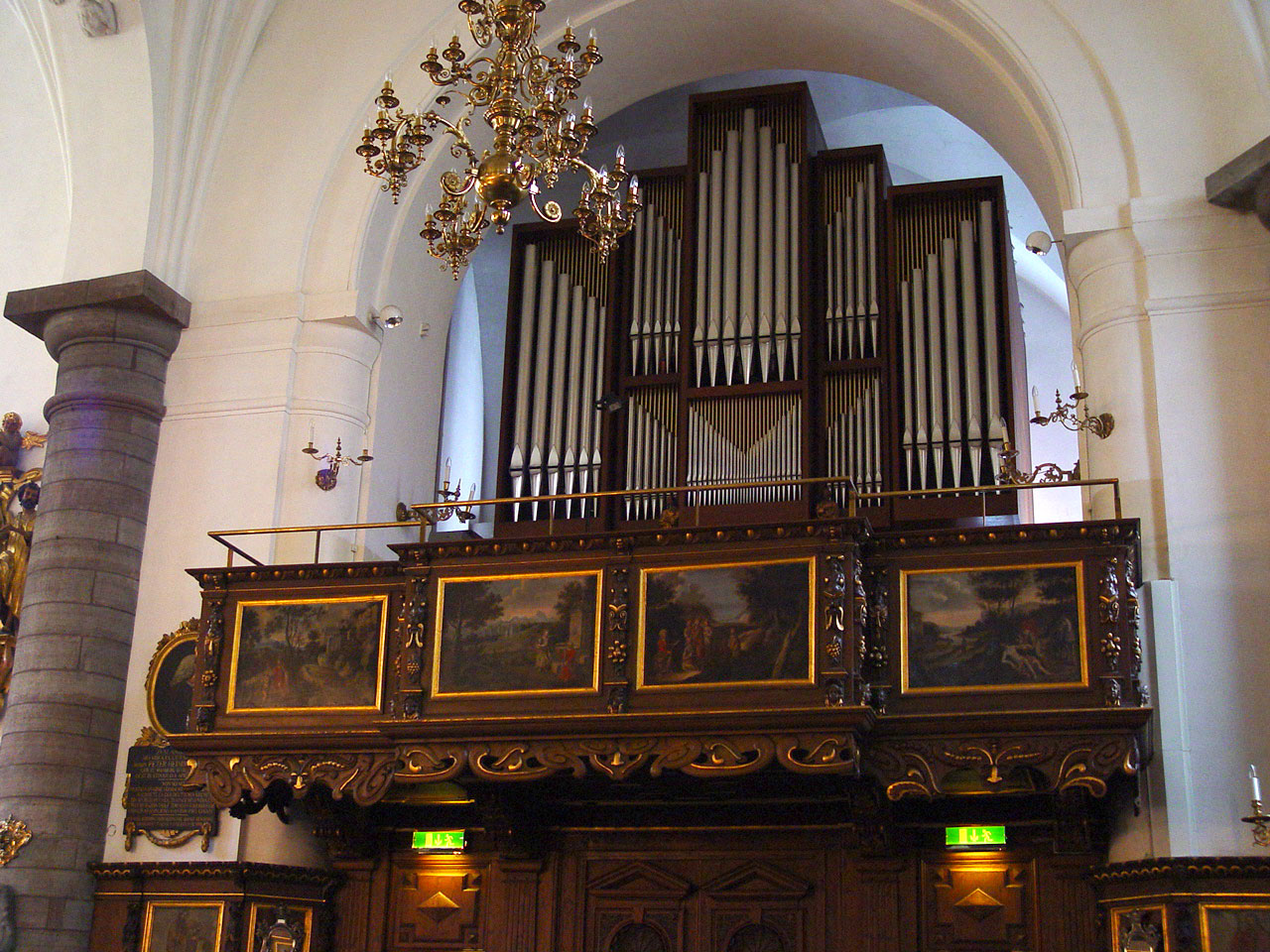
Bild der Peter-Orgel am alten Standort in der Deutschen Kirche in Stockholm

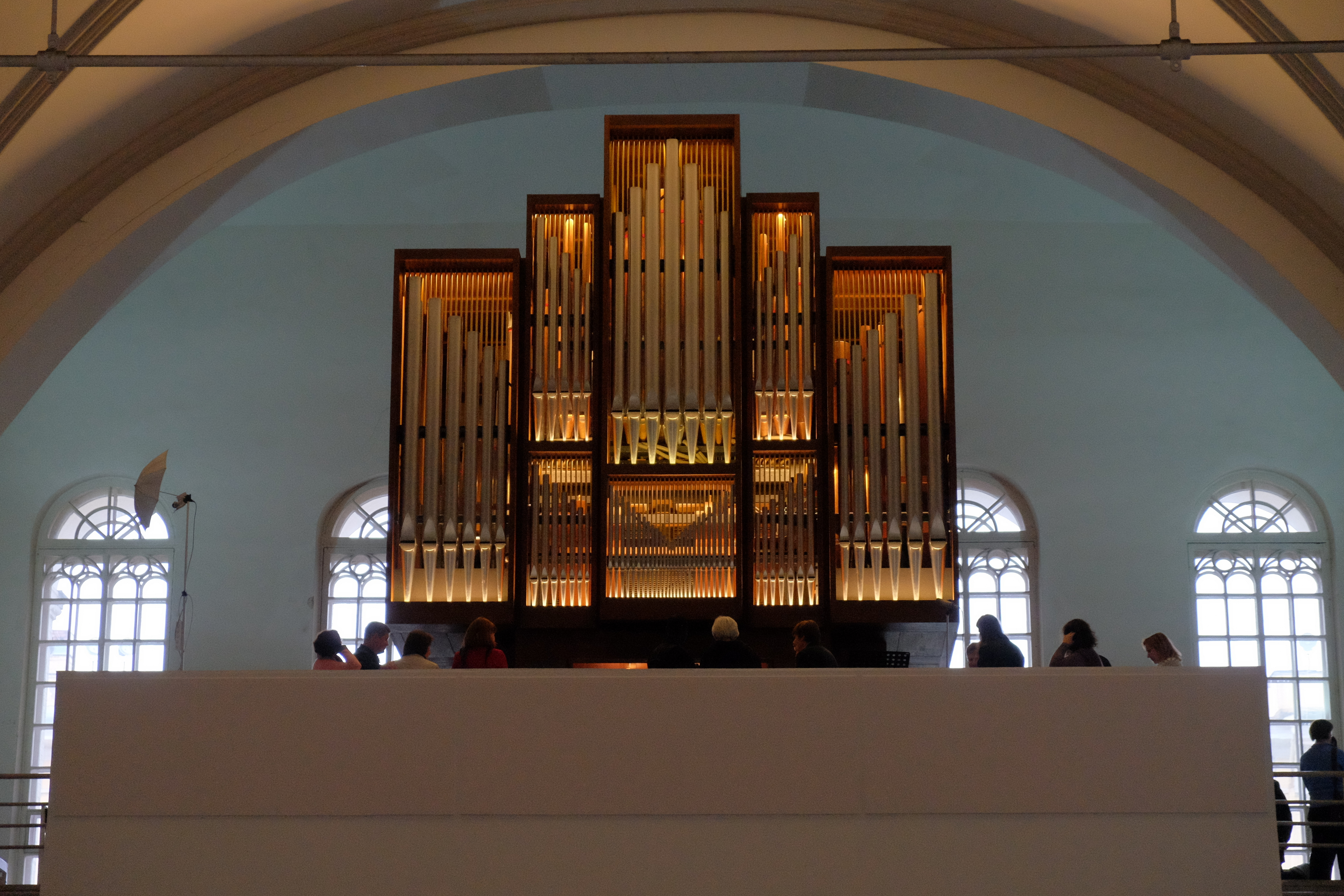
Bild der Peter-Orgel am neuen Standort in der Sankt-Petri-Kirche in St. Petersburg

1997 wurde ein Pedalpositiv mit 10 Registern im Chor der Kirche aufgestellt, das den großen Kirchenraum nicht ausfüllen konnte. Nach langer Planungszeit gelang es im Mai 2017, eine mittelgroße gebrauchte Orgel der Deutschen Kirche (Tyska kyrkan) in Stockholm zu erwerben und auf der Empore einzubauen. Die Orgel wurde 1972 von dem Kölner Orgelbauer Willi Peter erbaut; Mensuren und Disposition stammen von Ernst Karl Rößler, der Prospekt wurde vom Architekten Andreas Carstens gestaltet. Das Instrument hat 43 Register (3309 Pfeifen) auf drei Manualen und Pedal und folgende Disposition:
| I Hauptwerk C–g3 |             |         |
| 1.               | Gemshorn    | 16′     |
| 2.               | Principal   | 8′      |
| 3.               | Rohrflöte   | 8′      |
| 4.               | Octave      | 4′      |
| 5.               | Spitzflöte  | 4′      |
| 6.               | Quinte      | 2 ⁄3′   |
| 7.               | Octave      | 2′      |
| 8.               | Cornett III | (ab f0) |
| 9.               | Mixtur VI   | 2′      |
| 10.              | Scharff IV  | 1′      |
| 11.              | Trompete    | 8′      |
|                  | Tremulant   |         |

| II Schwellwerk C–g3 |                    |       |
| 12.                 | Offenflöte         | 8′    |
| 13.                 | Gedeckt            | 8′    |
| 14.                 | Gemshorn           | 8′    |
| 15.                 | Coelesta I-II      | 8′    |
| 16.                 | Principal          | 4′    |
| 17.                 | Rohrtraverse       | 4′    |
| 18.                 | Principal          | 2′    |
| 19.                 | Schweizerpfeife    | 2′    |
| 20.                 | Rohrgemsquinte     | 1 ⁄3′ |
| 21.                 | Sesquialtera III   | 2 ⁄3′ |
| 22.                 | Cimbel-Mixtur V-VI | 1 ⁄3′ |
| 23.                 | Basson             | 16′   |
| 24.                 | Oboe               | 8′    |
|                     | Tremulant          |       |

| III Positiv C–g3 |                 |       |
| 25.              | Musiziergedackt | 8′    |
| 26.              | Weidenflöte     | 4′    |
| 27.              | Septade         | 4′    |
| 28.              | Principal       | 2′    |
| 29.              | Quinte          | 1 ⁄3′ |
| 30.              | Buntcimbel III  | 1⁄4′  |
| 31.              | Rohrkrummhorn   | 8′    |
|                  | Tremulant       |       |

| Pedal C–f1 |                 |        |
| 32.        | Principal       | 16′    |
| 33.        | Subbass         | 16′    |
| 34.        | Oktavbass       | 8′     |
| 35.        | Rohrgedeckt     | 8′     |
| 36.        | Octava nazarda  | 4′     |
| 37.        | Gemshorn        | 4′     |
| 38.        | Doppelrohrflöte | 2′     |
| 39.        | Rauschpfeife IV | 5 1⁄3′ |
| 40.        | Mixtur IV       | 2′     |
| 41.        | Posaune         | 16′    |
| 42.        | Trompete        | 8′     |
| 43.        | Clarino         | 4′     |

- Koppeln: II/I, III/I, III/II, I/P, II/P, III/P
- Spielhilfen: vierfacher Setzer, generell und für jedes Werk getrennt schaltbar; Tremulanten stufenlos verstellbar
- Traktur: mechanische Spieltraktur (Seilzugtraktur), elektrische Registertraktur, Schleifladen, Koppeln elektrisch

## Kirchengemeinde

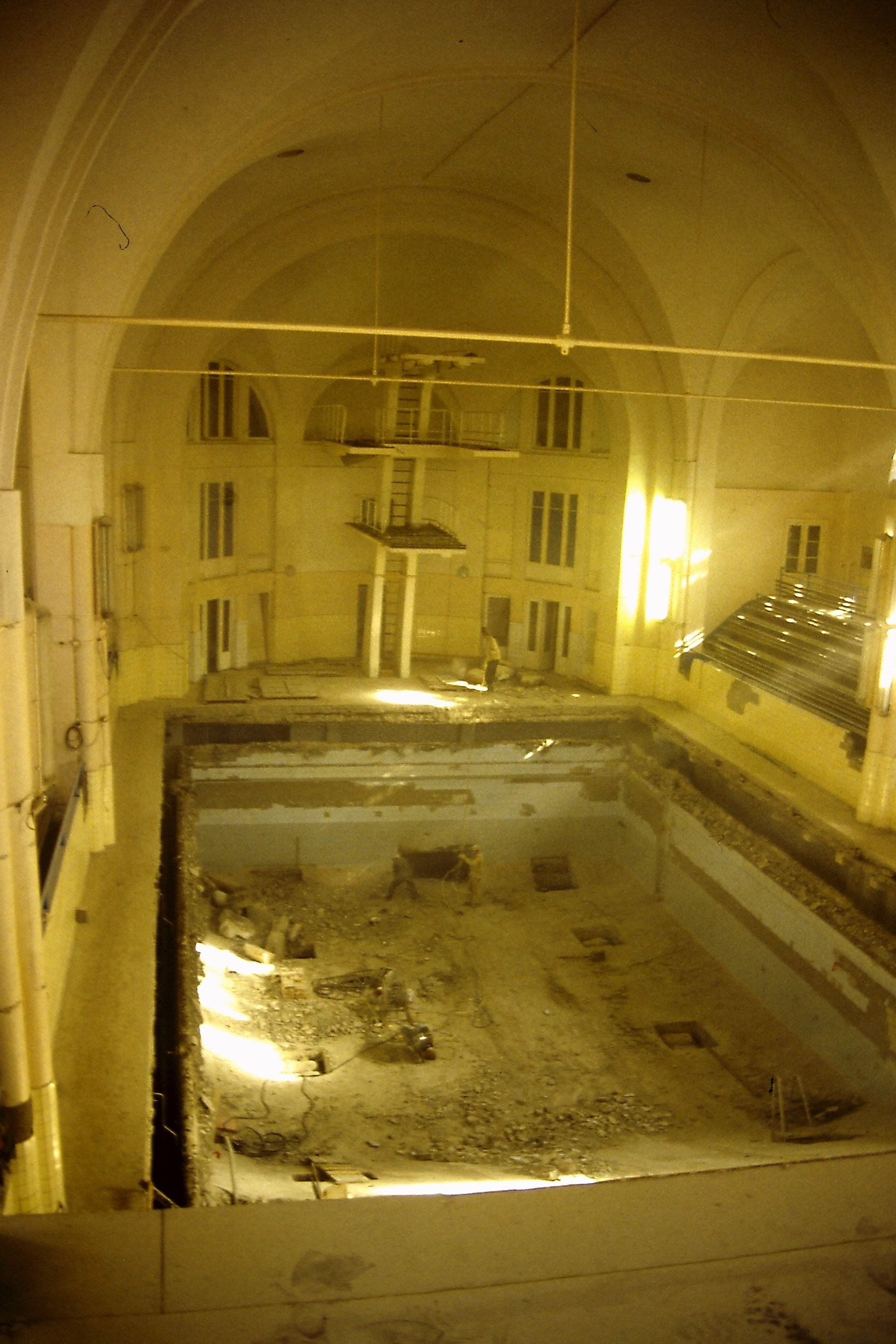
Rückbau der Schwimmbadeinrichtungen 1994

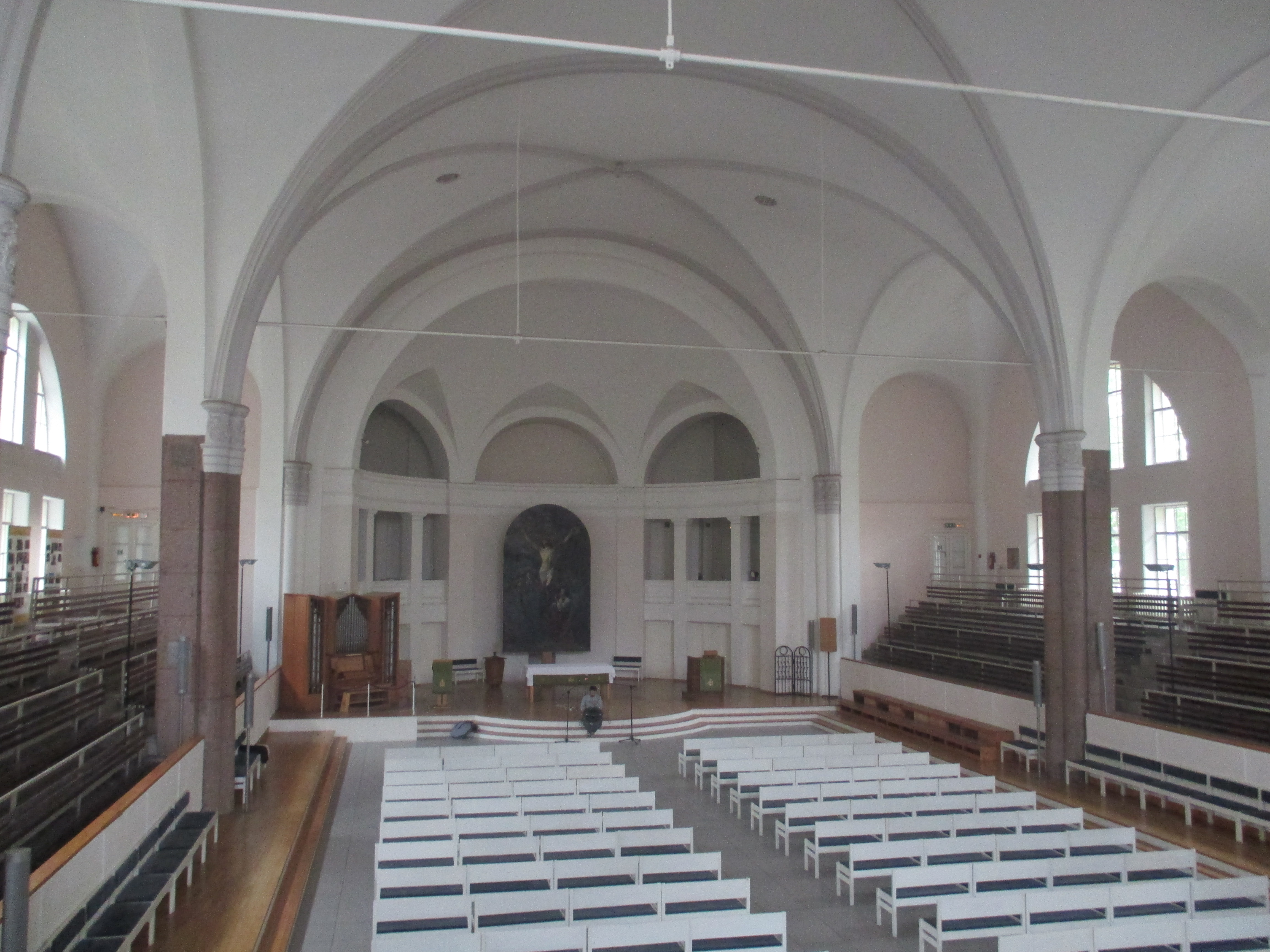
Innenraum mit Orgelpositiv (2014)

Im Jahr 1710 – das Jahr gilt als Gründungsdatum der Petrigemeinde – machte der Vize-Admiral Cornelis Cruys den evangelischen Christen eine Hofkapelle zum Geschenk. Damals war die lutherische Gemeinde zahlenmäßig überschaubar. Viele Gemeindeglieder waren mit den ersten Zaren als deutschsprachige Neubürger gekommen, vor allem Soldaten, viele von ihnen baltischer Herkunft, aber auch Kaufleute aus den norddeutschen Hansestädten sowie Handwerker aus Pommern und Ostpreußen.
Die Gemeinde wuchs ebenso wie die Stadt. Ausdruck dieses Wachstums war die Errichtung der neuen Kirche, die 1838 eingeweiht wurde. Im Jahr 1862 zählte die Petrigemeinde 17.606 Mitglieder. 1909 waren es noch 15.000, aus allen Schichten der Bevölkerung stammend – vom Hofadligen bis zum Handwerker. Bis Mitte des 19. Jahrhunderts waren die Pastoren der Petrigemeinde deutscher Herkunft, danach kamen deutschbaltische Pastoren und Absolventen der Kaiserlichen Universität Dorpat.
Einen gewaltigen Einschnitt in das Leben der Petrigemeinde brachte das Jahr 1917 mit der Oktoberrevolution. Ein Großteil der Gemeindeglieder floh. Die kirchlichen Gebäude wurden verstaatlicht. Die antikirchlichen Repressalien nahmen immer mehr zu, Verfolgungen und Verhaftungen waren an der Tagesordnung.
Unter Stalin kam das Aus der Kirchengemeinde: 1937 wurde die Kirche geschlossen und zweckentfremdet. Die Pastoren der Petrikirche, Paul Reichert und sein Sohn Bruno Reichert, wurden verhaftet und 1938 erschossen.
In der Chruschtschow-Ära wurde das Gotteshaus zu einem Schwimmbad umgebaut.
Erst nach 50 Jahren war ein Neuanfang der Gemeinde möglich: Eine kleine Gruppe verbliebener Christen versammelte sich seit 1988 in Puschkin bei Sankt Petersburg, um hier ihre Gottesdienste zu feiern.
Heute ist die kleine 350 Mitglieder umfassende Petrigemeinde wieder lebendig und aktiv. Viele der Gemeindeglieder sind Deutsche aus anderen Teilen der ehemaligen Sowjetunion: Russlanddeutsche, die nach 1990 vor allem aus Kasachstan und Sibirien nach Sankt Petersburg kamen. Auch Christen aus Deutschland gehören dazu, die als Geschäftsleute oder Diplomaten hier wohnen. Viele aber sind auch Russen, denen die orthodoxe Kirche zu eng und nationalistisch erscheint und die die Nähe zum Luthertum suchen. Die Gottesdienste in der St.-Petri-Kirche werden darum zweisprachig in Deutsch und Russisch gehalten.
Nach Verlust der St.-Annen-Kirche hat sich hier die evangelisch-lutherische St.-Annen- und St.-Petri-Gemeinde gebildet, die zur Propstei Sankt Petersburg in der Evangelisch-Lutherischen Kirche Europäisches Russland im Verbund der Evangelisch-Lutherischen Kirche in Russland, der Ukraine, in Kasachstan und in Mittelasien (ELKRAS) gehört.

### Pastoren
- 1704–1710: Wilhelm Tolle (1674–1710)
- 1711–1751: Heinrich Gottlieb Razzius (1687–1751)
- 1732–1740: Johann Friedrich Severin (1699–1740)
- 1740–1766: Ludolf Otto Trefurt (1700–1766)
- 1752–1754: Nicolaus Bützow (1707–1754)
- 1754–1758: Caspar Friedrich Lange (1722–1758)
- 1758–1760: Johann Wilhelm Zuckmantel (1712–1760)
- 1761–1765: Anton Friedrich Büsching (1724–1793)
- 1766–1770: Hermann Harksen (1732–1770)
- 1770–1801: Martin Luther Wolff (1744–1801)
- 1783–1813: Johann Georg Lampe (1749–1813)
- 1801–1834: Hieronymus Heinrich Hamelmann (1773–1845)
- 1813–1832: Johann Friedrich August Volborth (1768–1840)
- 1834–1865: Gustav Reinhold Taubenheim (1795–1865)
- 1840–1865: Carl Frommann (1809–1879; auch 1868–1876 als Generalsuperintendent an der Kirche tätig)
- 1860–1884: Adolf Stieren (1813–1884)
- 1865–1902: Alexander Wilhelm Fehrmann (1835–1916)
- 1866–1900: Otto Armin Findeisen (1831–1903)
- 1885–1913: Gottlieb August von Keussler (1844–1913)
- 1902–1918: Wilhelm Kentmann (1861–1938)
- 1924–1929: Helmut Hansen
- 1929–1932: Heinrich Berendts
- 1933–1937: Paul Reichert (1875–1938)

- 1991–1995: Frank Lotichius
- 1995: Herwig Schmidtpott
- 1995–1999: Heinz Kitzka
- 1999–2002: Christoph Ericht
- 2002–2008: Hans Hermann Achenbach
- 2008–2013: Matthias Zierold
- ab 2013: Michael Schwarzkopf, auch Propst für Nordwest-Russland und Vertreter des Erzbischofs, 2024 wegen Verstoß gegen Aufenthaltsbestimmungen festgenommen, verließ daraufhin Russland[12]